# Selencinae
Selencinae – podrodzina kosarzy z podrzędu Laniatores i rodziny Assamiidae zawierająca około 20 opisanych gatunków. 

## Występowanie
Przedstawiciele podrodziny znani są wyłącznie z Afryki.

## Systematyka
Podrodzina zawiera 19 gatunków zgrupowanych w 13 rodzajach:
Rodzaj: Cassinia Roewer, 1927
- Cassinia macrochelis Roewer, 1927

Rodzaj: Euselenca Roewer, 1923
- Euselenca feai Roewer, 1927
- Euselenca gracilis (Sørensen, 1896)

Rodzaj: Humbea Roewer, 1935
- Humbea bimaculata Roewer, 1935

Rodzaj: Jaundea Roewer, 1935
- Jaundea spinulata (Roewer, 1912)

Rodzaj: Metaselenca Roewer, 1912
- Metaselenca halbum (Loman, 1910)

Rodzaj: Paraselenca Roewer, 1923
- Paraselenca aculeata (Roewer, 1912)
- Paraselenca hispida (Roewer, 1912)
- Paraselenca marginata Roewer, 1935
- Paraselenca simonis Sørensen, 1932

Rodzaj: Sassandria Roewer, 1912
- Sassandria bicolor Roewer, 1912
- Sassandria tenuipes Lawrence, 1965

Rodzaj: Selenca Sørensen, 1896
- Selenca maculata Sørensen, 1896

Rodzaj: Selencasta Roewer, 1935
- Selencasta minuscula (Roewer, 1927)

Rodzaj: Selencula Roewer, 1935
- Selencula filipes (Roewer, 1927)

Rodzaj: Seuthesplus Roewer, 1935
- Seuthesplus nigeriensis Roewer, 1935
- Seuthesplus perarmatus Lawrence, 1965

Rodzaj: Seuthessus Kauri, 1985
- Seuthessus pustulatus H. Kauri, 1985

Rodzaj: Umbonimba Roewer, 1953
- Umbonimba acanthops Roewer, 1953